# Mount Jagungal
Mount Jagungal är ett berg i Australien. Det ligger i regionen Tumbarumba och delstaten New South Wales, i den sydöstra delen av landet, omkring 360 kilometer sydväst om delstatshuvudstaden Sydney. Toppen på Mount Jagungal är 2 061 meter över havet.
Mount Jagungal är den högsta punkten i trakten. Trakten runt Mount Jagungal är nära nog obefolkad, med mindre än två invånare per kvadratkilometer.. Det finns inga samhällen i närheten. 
Trakten runt Mount Jagungal består i huvudsak av gräsmarker. Genomsnittlig årsnederbörd är 1 573 millimeter. Den regnigaste månaden är juni, med i genomsnitt 190 mm nederbörd, och den torraste är november, med 84 mm nederbörd.